# Bitva u Cerignoly
Bitva u Cerignoly představuje klíčové střetnutí druhé italské války mezi Španělskem a Francií. Došlo k ní 28. dubna 1503 a španělské vojsko vedené Velkým kapitánem v ní rozdrtilo početnější francouzskou armádu vedenou francouzským neapolským místokrálem vévodou z Nemours a zlomilo tak francouzskou moc v jižní Itálii.
Bitvu rozhodla lehkomyslnost a přehnané sebevědomí francouzského velitele, který byl natolik přesvědčen o tom, že mu jeho těžká jízda zajišťuje rozhodující převahu, že nejenže neprovedl ani základní průzkum, ale dokonce ani nevyčkal na rozmístění svých děl a čelně zaútočil na, na kopci zakopaného, nepřítele. Arkebuzníci, ke kterým se Francouzi přes zakopané pikenýry nedokázali vůbec dostat, však jeho jízdu zmasakrovali. Následně pak Španělé protiútokem obrátili na útěk zbytek francouzské armády a zajali její právě dorazivší dělostřelectvo i trén.
Francie ztratila asi 4 tisíce mužů včetně samotného vévody z Nemours a Španělé navíc ukořistili veškeré dělostřelectvo a zásoby munice pro ně. Bitva bývá označována za první velkou bitvu, kterou rozhodly palné zbraně, jakož i bitvu potvrzující účinnost inovátorské španělské koncepce v podobě kombinace pikenýrů a arkebuzníků.